# Самгин, Роман Савельевич
Роман Савельевич Самгин (род. 1969) — российский театральный актёр, режиссёр театра, кино и телевидения, профессор РАТИ.

## Биография
Родился 7 октября 1969 года в Ростове-на-Дону.
В 1993 году окончил Ростовское театральное училище, специальность — актёр.
В 1996 году окончил режиссёрский факультет РАТИ (мастерская Марка Захарова).
Является режиссёром российской комедии 2017 года «Везучий случай» (сценарий Жоры Крыжовникова и Алексея Казакова).

## Творчество

### Театральные работы
1. 1996 — «Село Степанчиково и его обитатели» Фёдора Достоевского (Учебный театр РАТИ).
2. 1998 — «Бешеные деньги» Александра Островского (Учебный театр РАТИ).
3. 2000 — «Город миллионеров» по мотивам пьесы Эдуардо Де Филиппо «Филумена Мартурано» (совместно с Марком Захаровым) (Ленком).
4. 2002 — «Укрощение укротителей» Джона Флетчера (Ленком).
5. 2003 — «Идеальный муж» Оскара Уайльда (Ростовский академический театр драмы имени М. Горького).
6. 2003 — «Свойства страсти» Эжена Ионеско (Театральное дело ГольданскихЪ).
7. 2003 — «Бестолочь» Марка Камолетти (Театральное агентство «Арт-Партнер XXI»).
8. 2004 — «Славянские безумства» Бранислава Нушича (Московский драматический театр на Малой Бронной).
9. 2004 — «Слишком женатый таксист» Рэя Куни (Санкт-Петербургский академический театр комедии имени Н. П. Акимова).
10. 2005 — «Весёлая жизнь и грустная смерть французской артистки Адриенны Лекуврер» Эжена Скриба (Московский драматический театр на Малой Бронной).
11. 2005 — «День палтуса» (Театральное агентство «Арт-Партнер XXI»).
12. 2006 — «Клинический случай» Рэя Куни (Театральное агентство «Арт-Партнёр XXI»).
13. 2006 — «Кавалер роз» (Театр на Малой Бронной).
14. 2007 — «Горячее сердце» Александра Островского (Московский драматический театр на Малой Бронной).
15. 2007 — «Клинический случай» Рэя Куни (Нижегородский государственный академический театр драмы имени М. Горького).
16. 2008 — «Бестолочь» Марк Камолетти (Нижегородский государственный академический театр драмы имени М. Горького).
17. 2008 — «Спрятанный и закутанная» Педро Кальдерона де ла Барка (Московский театр юного зрителя).
18. 2008 — «Торжество любви» Пьера Мариво (Омский академический театр драмы).
19. 2008 — «Вокзал для троих» (Современный театр антрепризы).
20. 2008 — «Калека с острова Инишмаан» Мартина МакДонаха (РАТИ).
21. 2010 — «Скупой» Мольера (Новосибирский академический молодёжный театр «Глобус»).
22. 2011 — «Лес» Александра Островского (Театральное агентство «Арт-Партнёр XXI»).
23. 2012 — «Валентинов день» Ивана Вырыпаева (Современный театр антрепризы).

### Кинорежиссёр
1. 2009 — ЛОпуХИ: Эпизод первый (Россия)
2. 2017 — Везучий случай (Россия)
3. 2024 — Многодетство (Россия)

### Режиссёрская работа на ТВ
1. 2006 — телесериал «Трое сверху» (РЕН ТВ)
2. 2006 — телесериал «Большие девочки» (Первый канал)
3. 2009—2011 — Сериал «Универ» (ТНТ)
4. 2010 — скетч-шоу «Дураки, дороги, деньги» (РЕН ТВ)
5. 2011 — скетч-шоу «Чета Пиночетов» (НТВ)
6. 2011 — скетч-шоу «Нонна, давай!» (Первый канал)
7. 2011 — скетч-шоу «Жить будете!» (телеканал «Украина» / РЕН ТВ)

## Награды и премии
Премия за лучшую режиссуру «Московский Дебют».
Премия за лучший спектакль на фестивале в Брно.